# Lista di asteroidi (381001-382000)
Di seguito una lista di asteroidi dal numero 381001 al 382000 con data di scoperta e scopritore.

## 381001-381100
| Nome          | Designazione provvisoria | Data di scoperta  | Scopritore            |
| ------------- | ------------------------ | ----------------- | --------------------- |
| 381001 -      | 2006 TZ64                | 11 ottobre 2006   | Spacewatch            |
| 381002 -      | 2006 TG78                | 12 ottobre 2006   | NEAT                  |
| 381003 -      | 2006 TK83                | 4 ottobre 2006    | Mt. Lemmon Survey     |
| 381004 -      | 2006 TW94                | 15 ottobre 2006   | Lin, C.-S., Ye, Q.-z. |
| 381005 -      | 2006 TX129               | 3 ottobre 2006    | Mt. Lemmon Survey     |
| 381006 -      | 2006 UG5                 | 16 ottobre 2006   | Tucker, R. A.         |
| 381007 -      | 2006 UU7                 | 16 ottobre 2006   | CSS                   |
| 381008 -      | 2006 UW14                | 30 settembre 2006 | Mt. Lemmon Survey     |
| 381009 -      | 2006 UR46                | 16 ottobre 2006   | Spacewatch            |
| 381010 -      | 2006 UJ73                | 26 settembre 2006 | Spacewatch            |
| 381011 -      | 2006 UG94                | 18 ottobre 2006   | Spacewatch            |
| 381012 -      | 2006 UH94                | 18 ottobre 2006   | Spacewatch            |
| 381013 -      | 2006 UX102               | 18 ottobre 2006   | Spacewatch            |
| 381014 -      | 2006 UX138               | 19 ottobre 2006   | Spacewatch            |
| 381015 -      | 2006 UA152               | 20 ottobre 2006   | Mt. Lemmon Survey     |
| 381016 -      | 2006 UZ166               | 2 ottobre 2006    | Mt. Lemmon Survey     |
| 381017 -      | 2006 UZ180               | 16 ottobre 2006   | CSS                   |
| 381018 -      | 2006 UF191               | 28 settembre 2006 | CSS                   |
| 381019 -      | 2006 UQ193               | 20 ottobre 2006   | Spacewatch            |
| 381020 -      | 2006 UE204               | 19 ottobre 2006   | CSS                   |
| 381021 -      | 2006 UA210               | 23 ottobre 2006   | Spacewatch            |
| 381022 -      | 2006 UV212               | 23 ottobre 2006   | Spacewatch            |
| 381023 -      | 2006 UB225               | 19 ottobre 2006   | CSS                   |
| 381024 -      | 2006 UE228               | 20 ottobre 2006   | Mt. Lemmon Survey     |
| 381025 -      | 2006 UN228               | 20 ottobre 2006   | NEAT                  |
| 381026 -      | 2006 UQ233               | 22 ottobre 2006   | Spacewatch            |
| 381027 -      | 2006 UW238               | 23 ottobre 2006   | Spacewatch            |
| 381028 -      | 2006 UB259               | 28 ottobre 2006   | Mt. Lemmon Survey     |
| 381029 -      | 2006 UO329               | 23 ottobre 2006   | Mt. Lemmon Survey     |
| 381030 -      | 2006 VX7                 | 10 novembre 2006  | Spacewatch            |
| 381031 -      | 2006 VJ13                | 3 ottobre 2006    | Mt. Lemmon Survey     |
| 381032 -      | 2006 VP15                | 9 novembre 2006   | Spacewatch            |
| 381033 -      | 2006 VB17                | 28 settembre 2006 | Mt. Lemmon Survey     |
| 381034 -      | 2006 VR54                | 11 novembre 2006  | Spacewatch            |
| 381035 -      | 2006 VU59                | 11 novembre 2006  | Spacewatch            |
| 381036 -      | 2006 VD63                | 11 novembre 2006  | Spacewatch            |
| 381037 -      | 2006 VO84                | 13 novembre 2006  | Spacewatch            |
| 381038 -      | 2006 VT94                | 31 ottobre 2006   | Mt. Lemmon Survey     |
| 381039 -      | 2006 VP105               | 13 novembre 2006  | Spacewatch            |
| 381040 -      | 2006 VJ107               | 4 ottobre 2006    | Mt. Lemmon Survey     |
| 381041 -      | 2006 VE109               | 23 ottobre 2006   | Spacewatch            |
| 381042 -      | 2006 VP118               | 14 novembre 2006  | Spacewatch            |
| 381043 -      | 2006 VL119               | 14 novembre 2006  | Mt. Lemmon Survey     |
| 381044 -      | 2006 VP144               | 2 ottobre 2006    | Mt. Lemmon Survey     |
| 381045 -      | 2006 VJ148               | 15 novembre 2006  | Mt. Lemmon Survey     |
| 381046 -      | 2006 VO148               | 15 novembre 2006  | Mt. Lemmon Survey     |
| 381047 -      | 2006 VD151               | 9 novembre 2006   | NEAT                  |
| 381048 Werber | 2006 WA1                 | 17 novembre 2006  | Merlin, J.-C.         |
| 381049 -      | 2006 WE3                 | 16 novembre 2006  | CSS                   |
| 381050 -      | 2006 WR3                 | 20 novembre 2006  | CSS                   |
| 381051 -      | 2006 WW18                | 17 novembre 2006  | Spacewatch            |
| 381052 -      | 2006 WW22                | 17 novembre 2006  | Mt. Lemmon Survey     |
| 381053 -      | 2006 WA23                | 17 novembre 2006  | Mt. Lemmon Survey     |
| 381054 -      | 2006 WQ56                | 16 novembre 2006  | Spacewatch            |
| 381055 -      | 2006 WR119               | 21 novembre 2006  | Mt. Lemmon Survey     |
| 381056 -      | 2006 WC170               | 23 novembre 2006  | Spacewatch            |
| 381057 -      | 2006 WS179               | 24 novembre 2006  | Mt. Lemmon Survey     |
| 381058 -      | 2006 WQ195               | 30 novembre 2006  | Spacewatch            |
| 381059 -      | 2006 WP202               | 26 novembre 2006  | Spacewatch            |
| 381060 -      | 2006 XP9                 | 9 dicembre 2006   | Spacewatch            |
| 381061 -      | 2006 XO15                | 10 dicembre 2006  | Spacewatch            |
| 381062 -      | 2006 XH53                | 14 dicembre 2006  | Spacewatch            |
| 381063 -      | 2006 XF58                | 14 dicembre 2006  | Spacewatch            |
| 381064 -      | 2006 XX59                | 21 novembre 2006  | Mt. Lemmon Survey     |
| 381065 -      | 2006 XQ60                | 14 dicembre 2006  | Spacewatch            |
| 381066 -      | 2006 YQ4                 | 16 dicembre 2006  | Spacewatch            |
| 381067 -      | 2006 YH10                | 21 dicembre 2006  | Spacewatch            |
| 381068 -      | 2006 YP23                | 13 dicembre 2006  | Spacewatch            |
| 381069 -      | 2006 YT43                | 25 dicembre 2006  | LONEOS                |
| 381070 -      | 2006 YV51                | 26 dicembre 2006  | Yeung, W. K. Y.       |
| 381071 -      | 2006 YQ53                | 26 dicembre 2006  | Spacewatch            |
| 381072 -      | 2007 AZ3                 | 8 gennaio 2007    | CSS                   |
| 381073 -      | 2007 AB11                | 9 gennaio 2007    | Mt. Lemmon Survey     |
| 381074 -      | 2007 AX12                | 17 novembre 2006  | Spacewatch            |
| 381075 -      | 2007 AC14                | 9 gennaio 2007    | Mt. Lemmon Survey     |
| 381076 -      | 2007 AH24                | 10 gennaio 2007   | Mt. Lemmon Survey     |
| 381077 -      | 2007 BR18                | 17 gennaio 2007   | NEAT                  |
| 381078 -      | 2007 BQ20                | 23 gennaio 2007   | LONEOS                |
| 381079 -      | 2007 BB30                | 8 gennaio 2007    | Spacewatch            |
| 381080 -      | 2007 BS35                | 24 gennaio 2007   | LINEAR                |
| 381081 -      | 2007 BV35                | 8 gennaio 2007    | Mt. Lemmon Survey     |
| 381082 -      | 2007 BV36                | 24 gennaio 2007   | CSS                   |
| 381083 -      | 2007 BG41                | 24 gennaio 2007   | Mt. Lemmon Survey     |
| 381084 -      | 2007 BD43                | 9 gennaio 2007    | Mt. Lemmon Survey     |
| 381085 -      | 2007 BJ48                | 26 gennaio 2007   | Spacewatch            |
| 381086 -      | 2007 BT54                | 24 gennaio 2007   | LINEAR                |
| 381087 -      | 2007 BO56                | 24 gennaio 2007   | LINEAR                |
| 381088 -      | 2007 BY56                | 21 dicembre 2006  | Spacewatch            |
| 381089 -      | 2007 BD57                | 24 gennaio 2007   | LINEAR                |
| 381090 -      | 2007 BP65                | 27 gennaio 2007   | Mt. Lemmon Survey     |
| 381091 -      | 2007 BB70                | 27 gennaio 2007   | Mt. Lemmon Survey     |
| 381092 -      | 2007 BL77                | 17 gennaio 2007   | Spacewatch            |
| 381093 -      | 2007 BB79                | 27 gennaio 2007   | Mt. Lemmon Survey     |
| 381094 -      | 2007 BN79                | 27 gennaio 2007   | Mt. Lemmon Survey     |
| 381095 -      | 2007 CT3                 | 6 febbraio 2007   | Spacewatch            |
| 381096 -      | 2007 CS6                 | 27 novembre 2006  | Mt. Lemmon Survey     |
| 381097 -      | 2007 CP17                | 8 febbraio 2007   | Mt. Lemmon Survey     |
| 381098 -      | 2007 CB22                | 6 febbraio 2007   | Mt. Lemmon Survey     |
| 381099 -      | 2007 CD23                | 27 gennaio 2007   | Spacewatch            |
| 381100 -      | 2007 CS25                | 15 dicembre 2006  | Spacewatch            |

## 381101-381200
| Nome     | Designazione provvisoria | Data di scoperta  | Scopritore             |
| -------- | ------------------------ | ----------------- | ---------------------- |
| 381101 - | 2007 CX34                | 6 febbraio 2007   | NEAT                   |
| 381102 - | 2007 CA44                | 8 febbraio 2007   | Spacewatch             |
| 381103 - | 2007 CQ52                | 10 febbraio 2007  | Mt. Lemmon Survey      |
| 381104 - | 2007 CU56                | 15 febbraio 2007  | CSS                    |
| 381105 - | 2007 CN65                | 10 febbraio 2007  | CSS                    |
| 381106 - | 2007 CH79                | 15 febbraio 2007  | CSS                    |
| 381107 - | 2007 DR5                 | 17 febbraio 2007  | Spacewatch             |
| 381108 - | 2007 DQ6                 | 21 dicembre 2006  | Mt. Lemmon Survey      |
| 381109 - | 2007 DP8                 | 17 febbraio 2007  | Spacewatch             |
| 381110 - | 2007 DE12                | 16 febbraio 2007  | NEAT                   |
| 381111 - | 2007 DH14                | 8 febbraio 2007   | Spacewatch             |
| 381112 - | 2007 DE18                | 17 febbraio 2007  | Spacewatch             |
| 381113 - | 2007 DU22                | 17 febbraio 2007  | Spacewatch             |
| 381114 - | 2007 DM24                | 17 febbraio 2007  | Spacewatch             |
| 381115 - | 2007 DJ28                | 7 febbraio 2007   | Spacewatch             |
| 381116 - | 2007 DQ29                | 17 febbraio 2007  | Spacewatch             |
| 381117 - | 2007 DA40                | 19 febbraio 2007  | Spacewatch             |
| 381118 - | 2007 DL42                | 17 febbraio 2007  | Spacewatch             |
| 381119 - | 2007 DJ49                | 22 febbraio 2007  | Gierlinger, R.         |
| 381120 - | 2007 DY54                | 13 gennaio 1996   | Spacewatch             |
| 381121 - | 2007 DP60                | 22 febbraio 2007  | LONEOS                 |
| 381122 - | 2007 DL67                | 21 febbraio 2007  | Spacewatch             |
| 381123 - | 2007 DJ84                | 25 febbraio 2007  | CSS                    |
| 381124 - | 2007 DE91                | 27 gennaio 2007   | Mt. Lemmon Survey      |
| 381125 - | 2007 DK106               | 27 febbraio 2007  | Spacewatch             |
| 381126 - | 2007 DZ108               | 23 febbraio 2007  | Spacewatch             |
| 381127 - | 2007 DQ111               | 25 febbraio 2007  | Mt. Lemmon Survey      |
| 381128 - | 2007 EV13                | 9 marzo 2007      | Spacewatch             |
| 381129 - | 2007 EL18                | 9 marzo 2007      | NEAT                   |
| 381130 - | 2007 EN23                | 10 marzo 2007     | Mt. Lemmon Survey      |
| 381131 - | 2007 EH32                | 10 marzo 2007     | Spacewatch             |
| 381132 - | 2007 EG34                | 10 marzo 2007     | Spacewatch             |
| 381133 - | 2007 ER48                | 9 marzo 2007      | Spacewatch             |
| 381134 - | 2007 EW72                | 10 marzo 2007     | Spacewatch             |
| 381135 - | 2007 ED99                | 25 febbraio 2007  | Mt. Lemmon Survey      |
| 381136 - | 2007 EW118               | 13 marzo 2007     | Mt. Lemmon Survey      |
| 381137 - | 2007 EO128               | 9 marzo 2007      | Mt. Lemmon Survey      |
| 381138 - | 2007 EH144               | 12 marzo 2007     | Mt. Lemmon Survey      |
| 381139 - | 2007 EL151               | 12 marzo 2007     | Mt. Lemmon Survey      |
| 381140 - | 2007 EB187               | 23 febbraio 2007  | Spacewatch             |
| 381141 - | 2007 EJ191               | 13 marzo 2007     | Spacewatch             |
| 381142 - | 2007 EL195               | 15 marzo 2007     | Spacewatch             |
| 381143 - | 2007 EO198               | 14 marzo 2007     | CSS                    |
| 381144 - | 2007 EU219               | 11 marzo 2007     | Mt. Lemmon Survey      |
| 381145 - | 2007 FX5                 | 26 febbraio 2007  | Mt. Lemmon Survey      |
| 381146 - | 2007 FD33                | 20 marzo 2007     | PMO NEO Survey Program |
| 381147 - | 2007 GX1                 | 10 aprile 2007    | PMO NEO Survey Program |
| 381148 - | 2007 GZ1                 | 8 aprile 2007     | Gierlinger, R.         |
| 381149 - | 2007 GN5                 | 14 aprile 2007    | Bickel, W.             |
| 381150 - | 2007 GU11                | 11 marzo 2007     | Spacewatch             |
| 381151 - | 2007 GZ11                | 11 aprile 2007    | Spacewatch             |
| 381152 - | 2007 GC21                | 11 aprile 2007    | Mt. Lemmon Survey      |
| 381153 - | 2007 GR21                | 11 aprile 2007    | Spacewatch             |
| 381154 - | 2007 GK23                | 11 aprile 2007    | Spacewatch             |
| 381155 - | 2007 GN24                | 11 aprile 2007    | Spacewatch             |
| 381156 - | 2007 GW30                | 14 aprile 2007    | Mt. Lemmon Survey      |
| 381157 - | 2007 GE39                | 14 aprile 2007    | Spacewatch             |
| 381158 - | 2007 GP40                | 14 aprile 2007    | Spacewatch             |
| 381159 - | 2007 GQ56                | 15 aprile 2007    | Spacewatch             |
| 381160 - | 2007 GH71                | 11 marzo 2007     | LONEOS                 |
| 381161 - | 2007 GP73                | 15 aprile 2007    | CSS                    |
| 381162 - | 2007 HQ18                | 16 aprile 2007    | Mt. Lemmon Survey      |
| 381163 - | 2007 HF40                | 20 aprile 2007    | Mt. Lemmon Survey      |
| 381164 - | 2007 HN50                | 20 aprile 2007    | Spacewatch             |
| 381165 - | 2007 HH65                | 15 aprile 2007    | CSS                    |
| 381166 - | 2007 HY72                | 22 aprile 2007    | Spacewatch             |
| 381167 - | 2007 HV76                | 23 aprile 2007    | Spacewatch             |
| 381168 - | 2007 HC88                | 19 aprile 2007    | LONEOS                 |
| 381169 - | 2007 HM90                | 23 aprile 2007    | CSS                    |
| 381170 - | 2007 HH95                | 25 aprile 2007    | Spacewatch             |
| 381171 - | 2007 HY97                | 25 aprile 2007    | Mt. Lemmon Survey      |
| 381172 - | 2007 JW                  | 11 marzo 2007     | Mt. Lemmon Survey      |
| 381173 - | 2007 JU4                 | 7 maggio 2007     | Spacewatch             |
| 381174 - | 2007 JT6                 | 9 maggio 2007     | Mt. Lemmon Survey      |
| 381175 - | 2007 JX9                 | 10 maggio 2007    | Molnar, L. A.          |
| 381176 - | 2007 JG14                | 25 aprile 2007    | Spacewatch             |
| 381177 - | 2007 JG20                | 11 maggio 2007    | Mt. Lemmon Survey      |
| 381178 - | 2007 JM28                | 10 maggio 2007    | LONEOS                 |
| 381179 - | 2007 JU30                | 11 maggio 2007    | Mt. Lemmon Survey      |
| 381180 - | 2007 LF13                | 10 giugno 2007    | Spacewatch             |
| 381181 - | 2007 LV19                | 15 giugno 2007    | Siding Spring Survey   |
| 381182 - | 2007 LX20                | 11 giugno 2007    | Spacewatch             |
| 381183 - | 2007 LN21                | 12 giugno 2007    | Spacewatch             |
| 381184 - | 2007 LR21                | 12 giugno 2007    | Spacewatch             |
| 381185 - | 2007 LQ28                | 4 novembre 2004   | Spacewatch             |
| 381186 - | 2007 MP13                | 22 aprile 2007    | CSS                    |
| 381187 - | 2007 NN6                 | 10 luglio 2007    | Siding Spring Survey   |
| 381188 - | 2007 OK6                 | 20 luglio 2007    | Broughton, J.          |
| 381189 - | 2007 OD11                | 19 luglio 2007    | Mt. Lemmon Survey      |
| 381190 - | 2007 PO24                | 12 agosto 2007    | LINEAR                 |
| 381191 - | 2007 PN46                | 10 agosto 2007    | Spacewatch             |
| 381192 - | 2007 PX49                | 10 agosto 2007    | Spacewatch             |
| 381193 - | 2007 QP15                | 24 agosto 2007    | Spacewatch             |
| 381194 - | 2007 RQ9                 | 5 giugno 2007     | CSS                    |
| 381195 - | 2007 RH13                | 22 agosto 2007    | LINEAR                 |
| 381196 - | 2007 RM26                | 27 settembre 2003 | Spacewatch             |
| 381197 - | 2007 RS31                | 12 giugno 2007    | CSS                    |
| 381198 - | 2007 RG35                | 7 settembre 2007  | Bickel, W.             |
| 381199 - | 2007 RT45                | 9 settembre 2007  | Spacewatch             |
| 381200 - | 2007 RD49                | 9 settembre 2007  | Mt. Lemmon Survey      |

## 381201-381300
| Nome             | Designazione provvisoria | Data di scoperta  | Scopritore           |
| ---------------- | ------------------------ | ----------------- | -------------------- |
| 381201 -         | 2007 RF57                | 9 settembre 2007  | Spacewatch           |
| 381202 -         | 2007 RL58                | 9 settembre 2007  | Spacewatch           |
| 381203 -         | 2007 RF70                | 10 settembre 2007 | Spacewatch           |
| 381204 -         | 2007 RR70                | 10 settembre 2007 | Spacewatch           |
| 381205 -         | 2007 RK94                | 10 settembre 2007 | Spacewatch           |
| 381206 -         | 2007 RD102               | 11 settembre 2007 | CSS                  |
| 381207 -         | 2007 RF110               | 11 settembre 2007 | Mt. Lemmon Survey    |
| 381208 -         | 2007 RT125               | 12 settembre 2007 | CSS                  |
| 381209 -         | 2007 RG130               | 12 settembre 2007 | Mt. Lemmon Survey    |
| 381210 -         | 2007 RN149               | 12 settembre 2007 | CSS                  |
| 381211 -         | 2007 RO160               | 12 settembre 2007 | Mt. Lemmon Survey    |
| 381212 -         | 2007 RM167               | 24 agosto 2007    | Spacewatch           |
| 381213 -         | 2007 RV173               | 10 settembre 2007 | Spacewatch           |
| 381214 -         | 2007 RM193               | 12 settembre 2007 | Spacewatch           |
| 381215 -         | 2007 RW198               | 13 settembre 2007 | CSS                  |
| 381216 -         | 2007 RR206               | 10 settembre 2007 | Spacewatch           |
| 381217 -         | 2007 RM211               | 21 agosto 2007    | LONEOS               |
| 381218 -         | 2007 RZ212               | 12 settembre 2007 | CSS                  |
| 381219 -         | 2007 RL222               | 14 settembre 2007 | Mt. Lemmon Survey    |
| 381220 -         | 2007 RN232               | 11 settembre 2007 | Spacewatch           |
| 381221 -         | 2007 RD247               | 12 settembre 2007 | CSS                  |
| 381222 -         | 2007 RR268               | 15 settembre 2007 | Spacewatch           |
| 381223 -         | 2007 RX271               | 15 settembre 2007 | Spacewatch           |
| 381224 -         | 2007 RZ278               | 5 settembre 2007  | Siding Spring Survey |
| 381225 -         | 2007 RO291               | 12 settembre 2007 | Spacewatch           |
| 381226 -         | 2007 RV293               | 13 settembre 2007 | Mt. Lemmon Survey    |
| 381227 -         | 2007 RX294               | 14 settembre 2007 | Mt. Lemmon Survey    |
| 381228 -         | 2007 RY310               | 14 settembre 2007 | CSS                  |
| 381229 -         | 2007 SM3                 | 16 settembre 2007 | LINEAR               |
| 381230 -         | 2007 SJ15                | 25 settembre 2007 | Mt. Lemmon Survey    |
| 381231 -         | 2007 ST23                | 26 settembre 2007 | Mt. Lemmon Survey    |
| 381232 -         | 2007 TD6                 | 6 ottobre 2007    | OAM                  |
| 381233 -         | 2007 TM10                | 6 ottobre 2007    | LINEAR               |
| 381234 -         | 2007 TT11                | 6 ottobre 2007    | LINEAR               |
| 381235 -         | 2007 TJ14                | 7 ottobre 2007    | Ries, W.             |
| 381236 -         | 2007 TC33                | 6 ottobre 2007    | Spacewatch           |
| 381237 -         | 2007 TJ37                | 4 ottobre 2007    | CSS                  |
| 381238 -         | 2007 TK42                | 7 ottobre 2007    | Mt. Lemmon Survey    |
| 381239 -         | 2007 TJ43                | 7 ottobre 2007    | Mt. Lemmon Survey    |
| 381240 -         | 2007 TR43                | 7 ottobre 2007    | Spacewatch           |
| 381241 -         | 2007 TE44                | 7 ottobre 2007    | Spacewatch           |
| 381242 -         | 2007 TP56                | 9 settembre 2007  | Mt. Lemmon Survey    |
| 381243 -         | 2007 TD63                | 7 ottobre 2007    | Mt. Lemmon Survey    |
| 381244 -         | 2007 TQ65                | 9 ottobre 2007    | Needville            |
| 381245 -         | 2007 TA69                | 7 ottobre 2007    | Christophe, B.       |
| 381246 -         | 2007 TU76                | 5 ottobre 2007    | Spacewatch           |
| 381247 -         | 2007 TZ76                | 5 ottobre 2007    | Spacewatch           |
| 381248 -         | 2007 TF94                | 12 settembre 2007 | CSS                  |
| 381249 -         | 2007 TD105               | 13 ottobre 2007   | Calvin College       |
| 381250 -         | 2007 TR106               | 4 ottobre 2007    | Spacewatch           |
| 381251 -         | 2007 TG120               | 9 ottobre 2007    | Yeung, W. K. Y.      |
| 381252 -         | 2007 TK124               | 6 ottobre 2007    | Spacewatch           |
| 381253 -         | 2007 TX125               | 6 ottobre 2007    | Spacewatch           |
| 381254 -         | 2007 TU129               | 6 ottobre 2007    | Spacewatch           |
| 381255 -         | 2007 TQ138               | 9 ottobre 2007    | CSS                  |
| 381256 -         | 2007 TN153               | 9 ottobre 2007    | LINEAR               |
| 381257 -         | 2007 TF156               | 9 ottobre 2007    | LINEAR               |
| 381258 -         | 2007 TR159               | 25 settembre 2007 | Mt. Lemmon Survey    |
| 381259 -         | 2007 TL162               | 11 ottobre 2007   | CSS                  |
| 381260 Ouellette | 2007 TD166               | 11 ottobre 2007   | Balam, D. D.         |
| 381261 -         | 2007 TK176               | 5 ottobre 2007    | Spacewatch           |
| 381262 -         | 2007 TX178               | 25 settembre 2007 | Mt. Lemmon Survey    |
| 381263 -         | 2007 TZ178               | 7 ottobre 2007    | Yeung, W. K. Y.      |
| 381264 -         | 2007 TY189               | 4 ottobre 2007    | Mt. Lemmon Survey    |
| 381265 -         | 2007 TK194               | 7 ottobre 2007    | Mt. Lemmon Survey    |
| 381266 -         | 2007 TK203               | 8 ottobre 2007    | Mt. Lemmon Survey    |
| 381267 -         | 2007 TS204               | 8 ottobre 2007    | Mt. Lemmon Survey    |
| 381268 -         | 2007 TL213               | 25 settembre 2007 | Mt. Lemmon Survey    |
| 381269 -         | 2007 TS226               | 8 ottobre 2007    | Spacewatch           |
| 381270 -         | 2007 TO228               | 8 ottobre 2007    | Spacewatch           |
| 381271 -         | 2007 TK231               | 8 ottobre 2007    | Mt. Lemmon Survey    |
| 381272 -         | 2007 TD236               | 9 ottobre 2007    | Mt. Lemmon Survey    |
| 381273 -         | 2007 TX245               | 9 ottobre 2007    | CSS                  |
| 381274 -         | 2007 TO257               | 10 ottobre 2007   | Spacewatch           |
| 381275 -         | 2007 TH282               | 8 ottobre 2007    | Mt. Lemmon Survey    |
| 381276 -         | 2007 TL287               | 11 ottobre 2007   | CSS                  |
| 381277 -         | 2007 TP290               | 12 ottobre 2007   | Mt. Lemmon Survey    |
| 381278 -         | 2007 TJ304               | 12 ottobre 2007   | Mt. Lemmon Survey    |
| 381279 -         | 2007 TR317               | 12 ottobre 2007   | Spacewatch           |
| 381280 -         | 2007 TM328               | 11 ottobre 2007   | Spacewatch           |
| 381281 -         | 2007 TS337               | 13 ottobre 2007   | CSS                  |
| 381282 -         | 2007 TU355               | 11 ottobre 2007   | CSS                  |
| 381283 -         | 2007 TL380               | 14 ottobre 2007   | Mt. Lemmon Survey    |
| 381284 -         | 2007 TW399               | 15 ottobre 2007   | Spacewatch           |
| 381285 -         | 2007 TO414               | 15 ottobre 2007   | CSS                  |
| 381286 -         | 2007 TS420               | 10 ottobre 2007   | CSS                  |
| 381287 -         | 2007 TO422               | 8 ottobre 2007    | Spacewatch           |
| 381288 -         | 2007 TR423               | 6 ottobre 2007    | Spacewatch           |
| 381289 -         | 2007 TV427               | 10 ottobre 2007   | CSS                  |
| 381290 -         | 2007 TS441               | 8 ottobre 2007    | CSS                  |
| 381291 -         | 2007 TZ441               | 9 ottobre 2007    | Mt. Lemmon Survey    |
| 381292 -         | 2007 TL448               | 8 ottobre 2007    | CSS                  |
| 381293 -         | 2007 TM450               | 12 ottobre 2007   | CSS                  |
| 381294 -         | 2007 UL1                 | 16 ottobre 2007   | BATTeRS              |
| 381295 -         | 2007 UY17                | 16 ottobre 2007   | CSS                  |
| 381296 -         | 2007 UO25                | 16 ottobre 2007   | Spacewatch           |
| 381297 -         | 2007 UE33                | 16 ottobre 2007   | CSS                  |
| 381298 -         | 2007 UL33                | 16 ottobre 2007   | CSS                  |
| 381299 -         | 2007 UG39                | 13 ottobre 2007   | Spacewatch           |
| 381300 -         | 2007 UK46                | 20 ottobre 2007   | CSS                  |

## 381301-381400
| Nome             | Designazione provvisoria | Data di scoperta  | Scopritore             |
| ---------------- | ------------------------ | ----------------- | ---------------------- |
| 381301 -         | 2007 UQ53                | 30 ottobre 2007   | Spacewatch             |
| 381302 -         | 2007 UX86                | 30 ottobre 2007   | Spacewatch             |
| 381303 -         | 2007 UU106               | 31 ottobre 2007   | Mt. Lemmon Survey      |
| 381304 -         | 2007 VZ3                 | 2 novembre 2007   | Chante-Perdrix         |
| 381305 -         | 2007 VT17                | 1º novembre 2007  | Mt. Lemmon Survey      |
| 381306 -         | 2007 VX30                | 25 settembre 2007 | Mt. Lemmon Survey      |
| 381307 -         | 2007 VB38                | 2 novembre 2007   | Mt. Lemmon Survey      |
| 381308 -         | 2007 VV43                | 1º novembre 2007  | Spacewatch             |
| 381309 -         | 2007 VH56                | 1º novembre 2007  | Spacewatch             |
| 381310 -         | 2007 VJ90                | 4 novembre 2007   | LINEAR                 |
| 381311 -         | 2007 VG93                | 3 novembre 2007   | LINEAR                 |
| 381312 -         | 2007 VW103               | 10 ottobre 2007   | Spacewatch             |
| 381313 -         | 2007 VO118               | 4 novembre 2007   | Mt. Lemmon Survey      |
| 381314 -         | 2007 VP141               | 4 novembre 2007   | Spacewatch             |
| 381315 -         | 2007 VH169               | 5 novembre 2007   | Spacewatch             |
| 381316 -         | 2007 VU177               | 7 novembre 2007   | Mt. Lemmon Survey      |
| 381317 -         | 2007 VE204               | 9 novembre 2007   | Spacewatch             |
| 381318 -         | 2007 VX213               | 9 novembre 2007   | Spacewatch             |
| 381319 -         | 2007 VM223               | 7 novembre 2007   | CSS                    |
| 381320 -         | 2007 VQ226               | 9 novembre 2007   | Mt. Lemmon Survey      |
| 381321 -         | 2007 VU228               | 7 novembre 2007   | Spacewatch             |
| 381322 -         | 2007 VA251               | 9 novembre 2007   | CSS                    |
| 381323 Fanjinshi | 2007 VV252               | 9 ottobre 2007    | PMO NEO Survey Program |
| 381324 -         | 2007 VM265               | 13 novembre 2007  | Spacewatch             |
| 381325 -         | 2007 VT270               | 15 novembre 2007  | Mt. Lemmon Survey      |
| 381326 -         | 2007 VN276               | 2 novembre 2007   | Spacewatch             |
| 381327 -         | 2007 VQ279               | 14 novembre 2007  | Spacewatch             |
| 381328 -         | 2007 VW287               | 12 novembre 2007  | Mt. Lemmon Survey      |
| 381329 -         | 2007 VC303               | 3 novembre 2007   | CSS                    |
| 381330 -         | 2007 VO323               | 4 novembre 2007   | Mt. Lemmon Survey      |
| 381331 -         | 2007 VS327               | 8 novembre 2007   | LINEAR                 |
| 381332 -         | 2007 WN63                | 21 novembre 2007  | CSS                    |
| 381333 -         | 2007 XK13                | 4 dicembre 2007   | CSS                    |
| 381334 -         | 2007 XN56                | 3 dicembre 2007   | LINEAR                 |
| 381335 -         | 2007 YE33                | 28 dicembre 2007  | Spacewatch             |
| 381336 -         | 2008 AN61                | 11 gennaio 2008   | Spacewatch             |
| 381337 -         | 2008 AJ106               | 15 gennaio 2008   | Mt. Lemmon Survey      |
| 381338 -         | 2008 BP30                | 30 gennaio 2008   | Mt. Lemmon Survey      |
| 381339 -         | 2008 BQ46                | 30 gennaio 2008   | Mt. Lemmon Survey      |
| 381340 -         | 2008 BZ47                | 16 gennaio 2008   | Spacewatch             |
| 381341 -         | 2008 CU13                | 10 marzo 2005     | Spacewatch             |
| 381342 -         | 2008 CH17                | 3 febbraio 2008   | Spacewatch             |
| 381343 -         | 2008 CG25                | 1º febbraio 2008  | Spacewatch             |
| 381344 -         | 2008 CM49                | 11 gennaio 2008   | Spacewatch             |
| 381345 -         | 2008 CW69                | 8 febbraio 2008   | Kugel, F.              |
| 381346 -         | 2008 CY102               | 9 febbraio 2008   | Mt. Lemmon Survey      |
| 381347 -         | 2008 CH122               | 7 febbraio 2008   | Spacewatch             |
| 381348 -         | 2008 CC133               | 8 febbraio 2008   | Spacewatch             |
| 381349 -         | 2008 CK133               | 8 febbraio 2008   | Spacewatch             |
| 381350 -         | 2008 CV159               | 9 febbraio 2008   | Spacewatch             |
| 381351 -         | 2008 CE175               | 6 febbraio 2008   | LINEAR                 |
| 381352 -         | 2008 CR192               | 3 febbraio 2008   | Spacewatch             |
| 381353 -         | 2008 CY211               | 7 febbraio 2008   | Spacewatch             |
| 381354 -         | 2008 CC215               | 12 febbraio 2008  | Mt. Lemmon Survey      |
| 381355 -         | 2008 DU15                | 27 febbraio 2008  | Spacewatch             |
| 381356 -         | 2008 DS19                | 27 febbraio 2008  | Mt. Lemmon Survey      |
| 381357 -         | 2008 DP31                | 27 febbraio 2008  | Spacewatch             |
| 381358 -         | 2008 DA58                | 28 febbraio 2008  | CSS                    |
| 381359 -         | 2008 DP58                | 26 febbraio 2008  | Spacewatch             |
| 381360 -         | 2008 DV78                | 28 febbraio 2008  | LUSS                   |
| 381361 -         | 2008 DH88                | 18 febbraio 2008  | Mt. Lemmon Survey      |
| 381362 -         | 2008 EP15                | 1º marzo 2008     | Spacewatch             |
| 381363 -         | 2008 EZ21                | 2 marzo 2008      | Spacewatch             |
| 381364 -         | 2008 EB24                | 3 marzo 2008      | Mt. Lemmon Survey      |
| 381365 -         | 2008 EA38                | 4 marzo 2008      | Spacewatch             |
| 381366 -         | 2008 EK71                | 9 febbraio 2008   | Spacewatch             |
| 381367 -         | 2008 EM79                | 8 marzo 2008      | Mt. Lemmon Survey      |
| 381368 -         | 2008 EZ88                | 8 marzo 2008      | LINEAR                 |
| 381369 -         | 2008 EQ111               | 10 febbraio 2008  | Spacewatch             |
| 381370 -         | 2008 EY116               | 8 marzo 2008      | Spacewatch             |
| 381371 -         | 2008 EF146               | 11 marzo 2008     | Mt. Lemmon Survey      |
| 381372 -         | 2008 EZ157               | 1º marzo 2008     | Spacewatch             |
| 381373 -         | 2008 FK23                | 27 marzo 2008     | Spacewatch             |
| 381374 -         | 2008 FO33                | 28 marzo 2008     | Mt. Lemmon Survey      |
| 381375 -         | 2008 FE39                | 28 marzo 2008     | Spacewatch             |
| 381376 -         | 2008 FG40                | 28 marzo 2008     | Spacewatch             |
| 381377 -         | 2008 FE55                | 28 marzo 2008     | Mt. Lemmon Survey      |
| 381378 -         | 2008 FC72                | 30 marzo 2008     | Spacewatch             |
| 381379 -         | 2008 FH101               | 30 marzo 2008     | Spacewatch             |
| 381380 -         | 2008 FA109               | 31 marzo 2008     | Mt. Lemmon Survey      |
| 381381 -         | 2008 FB119               | 31 marzo 2008     | Mt. Lemmon Survey      |
| 381382 -         | 2008 FM124               | 30 marzo 2008     | Spacewatch             |
| 381383 -         | 2008 FO131               | 26 marzo 2008     | Mt. Lemmon Survey      |
| 381384 -         | 2008 FH135               | 31 marzo 2008     | Spacewatch             |
| 381385 -         | 2008 GZ1                 | 5 aprile 2008     | LINEAR                 |
| 381386 -         | 2008 GK28                | 3 aprile 2008     | Spacewatch             |
| 381387 -         | 2008 GW31                | 3 aprile 2008     | Spacewatch             |
| 381388 -         | 2008 GR32                | 3 aprile 2008     | Spacewatch             |
| 381389 -         | 2008 GD34                | 3 aprile 2008     | Mt. Lemmon Survey      |
| 381390 -         | 2008 GP40                | 4 aprile 2008     | Spacewatch             |
| 381391 -         | 2008 GW40                | 26 marzo 2008     | Spacewatch             |
| 381392 -         | 2008 GN42                | 4 aprile 2008     | Spacewatch             |
| 381393 -         | 2008 GQ54                | 5 aprile 2008     | Mt. Lemmon Survey      |
| 381394 -         | 2008 GQ62                | 5 aprile 2008     | CSS                    |
| 381395 -         | 2008 GC64                | 5 aprile 2008     | CSS                    |
| 381396 -         | 2008 GN68                | 6 aprile 2008     | Spacewatch             |
| 381397 -         | 2008 GH78                | 7 aprile 2008     | Spacewatch             |
| 381398 -         | 2008 GM95                | 8 aprile 2008     | Spacewatch             |
| 381399 -         | 2008 GK98                | 27 marzo 2008     | Spacewatch             |
| 381400 -         | 2008 GR105               | 11 aprile 2008    | CSS                    |

## 381401-381500
| Nome             | Designazione provvisoria | Data di scoperta  | Scopritore               |
| ---------------- | ------------------------ | ----------------- | ------------------------ |
| 381401 -         | 2008 GL112               | 11 aprile 2008    | Mt. Lemmon Survey        |
| 381402 -         | 2008 GQ119               | 11 aprile 2008    | Spacewatch               |
| 381403 -         | 2008 GN124               | 11 marzo 2008     | Mt. Lemmon Survey        |
| 381404 -         | 2008 GO145               | 7 aprile 2008     | Spacewatch               |
| 381405 -         | 2008 HJ14                | 25 aprile 2008    | Spacewatch               |
| 381406 -         | 2008 HQ32                | 29 aprile 2008    | Mt. Lemmon Survey        |
| 381407 -         | 2008 HJ35                | 28 aprile 2008    | Spacewatch               |
| 381408 -         | 2008 HU40                | 26 aprile 2008    | Mt. Lemmon Survey        |
| 381409 -         | 2008 HM47                | 13 aprile 2008    | Mt. Lemmon Survey        |
| 381410 -         | 2008 HV56                | 30 aprile 2008    | Spacewatch               |
| 381411 -         | 2008 JE7                 | 2 maggio 2008     | Spacewatch               |
| 381412 -         | 2008 JE12                | 3 maggio 2008     | Spacewatch               |
| 381413 -         | 2008 JM32                | 7 maggio 2008     | Spacewatch               |
| 381414 -         | 2008 JK37                | 3 maggio 2008     | Mt. Lemmon Survey        |
| 381415 -         | 2008 KY7                 | 27 maggio 2008    | Spacewatch               |
| 381416 -         | 2008 KX8                 | 27 maggio 2008    | Spacewatch               |
| 381417 -         | 2008 KJ11                | 29 maggio 2008    | Mt. Lemmon Survey        |
| 381418 -         | 2008 KQ29                | 29 maggio 2008    | Spacewatch               |
| 381419 -         | 2008 KE43                | 29 maggio 2008    | Spacewatch               |
| 381420 -         | 2008 LS2                 | 1º giugno 2008    | Spacewatch               |
| 381421 -         | 2008 LZ10                | 6 giugno 2008     | Spacewatch               |
| 381422 -         | 2008 LN13                | 7 giugno 2008     | Spacewatch               |
| 381423 -         | 2008 MY1                 | 4 giugno 2008     | Mt. Lemmon Survey        |
| 381424 -         | 2008 MC5                 | 29 giugno 2008    | Siding Spring Survey     |
| 381425 -         | 2008 NB3                 | 10 luglio 2008    | OAM                      |
| 381426 -         | 2008 OM10                | 30 luglio 2008    | CSS                      |
| 381427 -         | 2008 OD13                | 29 luglio 2008    | OAM                      |
| 381428 -         | 2008 OJ22                | 30 luglio 2008    | Spacewatch               |
| 381429 -         | 2008 OT23                | 30 luglio 2008    | Spacewatch               |
| 381430 -         | 2008 OU23                | 30 luglio 2008    | Spacewatch               |
| 381431 -         | 2008 PW9                 | 5 agosto 2008     | Cerro Burek              |
| 381432 -         | 2008 PJ14                | 10 agosto 2008    | Kugel, F.                |
| 381433 -         | 2008 PJ18                | 10 agosto 2008    | Ory, M.                  |
| 381434 -         | 2008 PM19                | 7 agosto 2008     | Spacewatch               |
| 381435 -         | 2008 QG4                 | 20 agosto 2008    | Spacewatch               |
| 381436 -         | 2008 QA5                 | 22 agosto 2008    | Spacewatch               |
| 381437 -         | 2008 QN9                 | 25 agosto 2008    | OAM                      |
| 381438 -         | 2008 QR9                 | 26 agosto 2008    | OAM                      |
| 381439 -         | 2008 QS9                 | 26 agosto 2008    | OAM                      |
| 381440 -         | 2008 QP10                | 26 agosto 2008    | OAM                      |
| 381441 -         | 2008 QP16                | 25 agosto 2008    | OAM                      |
| 381442 -         | 2008 QH30                | 30 agosto 2008    | LINEAR                   |
| 381443 -         | 2008 QJ31                | 30 agosto 2008    | LINEAR                   |
| 381444 -         | 2008 QV32                | 30 agosto 2008    | Pauwels, T., Elst, E. W. |
| 381445 -         | 2008 QN33                | 30 agosto 2008    | Ries, W.                 |
| 381446 -         | 2008 QL44                | 24 agosto 2008    | LINEAR                   |
| 381447 -         | 2008 RH13                | 4 settembre 2008  | Spacewatch               |
| 381448 -         | 2008 RK16                | 4 settembre 2008  | Spacewatch               |
| 381449 -         | 2008 RY18                | 4 settembre 2008  | Spacewatch               |
| 381450 -         | 2008 RV19                | 4 settembre 2008  | Spacewatch               |
| 381451 -         | 2008 RA23                | 2 settembre 2008  | Spacewatch               |
| 381452 -         | 2008 RE25                | 3 settembre 2008  | Spacewatch               |
| 381453 -         | 2008 RO26                | 8 settembre 2008  | Kling, R., Zimmer, U.    |
| 381454 -         | 2008 RN35                | 2 settembre 2008  | Spacewatch               |
| 381455 -         | 2008 RA42                | 2 settembre 2008  | Spacewatch               |
| 381456 -         | 2008 RB44                | 2 settembre 2008  | Spacewatch               |
| 381457 -         | 2008 RM53                | 3 settembre 2008  | Spacewatch               |
| 381458 Moiseenko | 2008 RG78                | 2 settembre 2008  | Zelenchukskaya Stn       |
| 381459 -         | 2008 RE85                | 4 settembre 2008  | Spacewatch               |
| 381460 -         | 2008 RJ86                | 5 settembre 2008  | Spacewatch               |
| 381461 -         | 2008 RO94                | 7 settembre 2008  | Mt. Lemmon Survey        |
| 381462 -         | 2008 RC104               | 5 settembre 2008  | Spacewatch               |
| 381463 -         | 2008 RH114               | 6 settembre 2008  | Mt. Lemmon Survey        |
| 381464 -         | 2008 RC115               | 6 settembre 2008  | Mt. Lemmon Survey        |
| 381465 -         | 2008 RS115               | 7 settembre 2008  | Mt. Lemmon Survey        |
| 381466 -         | 2008 RA118               | 9 settembre 2008  | Mt. Lemmon Survey        |
| 381467 -         | 2008 RX119               | 4 settembre 2008  | Spacewatch               |
| 381468 -         | 2008 RQ120               | 6 settembre 2008  | Spacewatch               |
| 381469 -         | 2008 RE129               | 9 settembre 2008  | Mt. Lemmon Survey        |
| 381470 -         | 2008 RS130               | 8 settembre 2008  | CSS                      |
| 381471 -         | 2008 RN137               | 5 settembre 2008  | LINEAR                   |
| 381472 -         | 2008 RQ137               | 5 settembre 2008  | Spacewatch               |
| 381473 -         | 2008 RV141               | 7 settembre 2008  | Mt. Lemmon Survey        |
| 381474 -         | 2008 SQ5                 | 22 settembre 2008 | LINEAR                   |
| 381475 -         | 2008 SM6                 | 22 settembre 2008 | LINEAR                   |
| 381476 -         | 2008 SA20                | 19 settembre 2008 | Spacewatch               |
| 381477 -         | 2008 SK32                | 20 settembre 2008 | Spacewatch               |
| 381478 -         | 2008 SR32                | 20 settembre 2008 | Spacewatch               |
| 381479 -         | 2008 SW39                | 20 settembre 2008 | Spacewatch               |
| 381480 -         | 2008 SV42                | 20 settembre 2008 | Spacewatch               |
| 381481 -         | 2008 SZ59                | 20 settembre 2008 | CSS                      |
| 381482 -         | 2008 SL64                | 21 settembre 2008 | Spacewatch               |
| 381483 -         | 2008 SW67                | 21 settembre 2008 | CSS                      |
| 381484 -         | 2008 SA69                | 22 settembre 2008 | Spacewatch               |
| 381485 -         | 2008 SM70                | 22 settembre 2008 | Mt. Lemmon Survey        |
| 381486 -         | 2008 SE71                | 22 settembre 2008 | Tucker, R. A.            |
| 381487 -         | 2008 SR79                | 23 settembre 2008 | Mt. Lemmon Survey        |
| 381488 -         | 2008 SO82                | 25 settembre 2008 | Hoenig, S. F., Teamo, N. |
| 381489 -         | 2008 SR84                | 28 settembre 2008 | Mahony, J.               |
| 381490 -         | 2008 SN86                | 20 settembre 2008 | Spacewatch               |
| 381491 -         | 2008 SA88                | 20 settembre 2008 | CSS                      |
| 381492 -         | 2008 SV90                | 21 settembre 2008 | Spacewatch               |
| 381493 -         | 2008 SS99                | 21 settembre 2008 | Spacewatch               |
| 381494 -         | 2008 SK102               | 21 settembre 2008 | Spacewatch               |
| 381495 -         | 2008 SG103               | 21 settembre 2008 | Mt. Lemmon Survey        |
| 381496 -         | 2008 SP109               | 22 settembre 2008 | Mt. Lemmon Survey        |
| 381497 -         | 2008 SK116               | 22 settembre 2008 | Spacewatch               |
| 381498 -         | 2008 SU116               | 22 settembre 2008 | Mt. Lemmon Survey        |
| 381499 -         | 2008 SJ118               | 22 settembre 2008 | Mt. Lemmon Survey        |
| 381500 -         | 2008 SF123               | 22 settembre 2008 | Mt. Lemmon Survey        |

## 381501-381600
| Nome     | Designazione provvisoria | Data di scoperta  | Scopritore        |
| -------- | ------------------------ | ----------------- | ----------------- |
| 381501 - | 2008 SW123               | 22 settembre 2008 | Mt. Lemmon Survey |
| 381502 - | 2008 SG124               | 22 settembre 2008 | Mt. Lemmon Survey |
| 381503 - | 2008 SC125               | 22 settembre 2008 | Mt. Lemmon Survey |
| 381504 - | 2008 SY129               | 22 settembre 2008 | Spacewatch        |
| 381505 - | 2008 SY132               | 22 settembre 2008 | Spacewatch        |
| 381506 - | 2008 SO143               | 24 settembre 2008 | Mt. Lemmon Survey |
| 381507 - | 2008 SB144               | 24 settembre 2008 | CSS               |
| 381508 - | 2008 SA152               | 22 settembre 2008 | BATTeRS           |
| 381509 - | 2008 SL155               | 23 settembre 2008 | LINEAR            |
| 381510 - | 2008 SW162               | 28 settembre 2008 | LINEAR            |
| 381511 - | 2008 SX166               | 22 settembre 2008 | Spacewatch        |
| 381512 - | 2008 SK172               | 21 settembre 2008 | CSS               |
| 381513 - | 2008 SB173               | 22 settembre 2008 | Mt. Lemmon Survey |
| 381514 - | 2008 SL173               | 22 settembre 2008 | CSS               |
| 381515 - | 2008 SH178               | 23 settembre 2008 | Spacewatch        |
| 381516 - | 2008 SR180               | 24 settembre 2008 | Spacewatch        |
| 381517 - | 2008 SK191               | 25 settembre 2008 | Mt. Lemmon Survey |
| 381518 - | 2008 SU192               | 25 settembre 2008 | Spacewatch        |
| 381519 - | 2008 SL196               | 25 settembre 2008 | Spacewatch        |
| 381520 - | 2008 SV196               | 25 settembre 2008 | Spacewatch        |
| 381521 - | 2008 SO217               | 29 settembre 2008 | Spacewatch        |
| 381522 - | 2008 SV218               | 30 settembre 2008 | OAM               |
| 381523 - | 2008 SB219               | 30 settembre 2008 | OAM               |
| 381524 - | 2008 SY222               | 25 settembre 2008 | Mt. Lemmon Survey |
| 381525 - | 2008 SE227               | 28 settembre 2008 | Mt. Lemmon Survey |
| 381526 - | 2008 SV229               | 28 settembre 2008 | Mt. Lemmon Survey |
| 381527 - | 2008 SC231               | 5 settembre 2008  | Spacewatch        |
| 381528 - | 2008 SV236               | 29 settembre 2008 | Spacewatch        |
| 381529 - | 2008 SP250               | 23 settembre 2008 | Spacewatch        |
| 381530 - | 2008 SU253               | 22 settembre 2008 | Spacewatch        |
| 381531 - | 2008 SL262               | 24 settembre 2008 | Spacewatch        |
| 381532 - | 2008 SL275               | 23 settembre 2008 | Spacewatch        |
| 381533 - | 2008 SS286               | 22 settembre 2008 | CSS               |
| 381534 - | 2008 SY287               | 23 settembre 2008 | Mt. Lemmon Survey |
| 381535 - | 2008 SL291               | 22 settembre 2008 | CSS               |
| 381536 - | 2008 SG299               | 22 settembre 2008 | LINEAR            |
| 381537 - | 2008 SO301               | 23 settembre 2008 | Spacewatch        |
| 381538 - | 2008 SS301               | 23 settembre 2008 | LINEAR            |
| 381539 - | 2008 SG302               | 23 settembre 2008 | Mt. Lemmon Survey |
| 381540 - | 2008 SC303               | 24 settembre 2008 | Mt. Lemmon Survey |
| 381541 - | 2008 SB304               | 24 settembre 2008 | Mt. Lemmon Survey |
| 381542 - | 2008 SO307               | 29 settembre 2008 | Spacewatch        |
| 381543 - | 2008 SJ308               | 30 settembre 2008 | LINEAR            |
| 381544 - | 2008 TN1                 | 1º ottobre 2008   | LINEAR            |
| 381545 - | 2008 TW4                 | 1º ottobre 2008   | OAM               |
| 381546 - | 2008 TZ19                | 1º ottobre 2008   | Mt. Lemmon Survey |
| 381547 - | 2008 TC28                | 9 ottobre 2004    | Spacewatch        |
| 381548 - | 2008 TC40                | 1º ottobre 2008   | Mt. Lemmon Survey |
| 381549 - | 2008 TA51                | 2 ottobre 2008    | Spacewatch        |
| 381550 - | 2008 TA58                | 22 settembre 2008 | Spacewatch        |
| 381551 - | 2008 TX59                | 6 settembre 2008  | Mt. Lemmon Survey |
| 381552 - | 2008 TJ68                | 2 ottobre 2008    | Spacewatch        |
| 381553 - | 2008 TO76                | 2 ottobre 2008    | Mt. Lemmon Survey |
| 381554 - | 2008 TU85                | 25 settembre 2008 | Spacewatch        |
| 381555 - | 2008 TB95                | 6 ottobre 2008    | Spacewatch        |
| 381556 - | 2008 TE98                | 6 ottobre 2008    | Spacewatch        |
| 381557 - | 2008 TU98                | 6 ottobre 2008    | Spacewatch        |
| 381558 - | 2008 TE110               | 21 settembre 2008 | CSS               |
| 381559 - | 2008 TG114               | 6 ottobre 2008    | Spacewatch        |
| 381560 - | 2008 TT116               | 6 ottobre 2008    | CSS               |
| 381561 - | 2008 TV147               | 9 ottobre 2008    | Mt. Lemmon Survey |
| 381562 - | 2008 TG164               | 1º ottobre 2008   | Mt. Lemmon Survey |
| 381563 - | 2008 TO188               | 9 ottobre 2008    | Spacewatch        |
| 381564 - | 2008 UW5                 | 25 ottobre 2008   | Modra             |
| 381565 - | 2008 UX8                 | 17 ottobre 2008   | Spacewatch        |
| 381566 - | 2008 UC65                | 21 ottobre 2008   | Spacewatch        |
| 381567 - | 2008 UY78                | 5 settembre 2008  | Spacewatch        |
| 381568 - | 2008 UD79                | 23 settembre 2008 | Spacewatch        |
| 381569 - | 2008 UG80                | 22 ottobre 2008   | Spacewatch        |
| 381570 - | 2008 UP92                | 24 ottobre 2008   | LINEAR            |
| 381571 - | 2008 UB100               | 27 ottobre 2008   | BATTeRS           |
| 381572 - | 2008 UU110               | 22 ottobre 2008   | Spacewatch        |
| 381573 - | 2008 UY123               | 22 ottobre 2008   | Mt. Lemmon Survey |
| 381574 - | 2008 UZ126               | 22 ottobre 2008   | Spacewatch        |
| 381575 - | 2008 UN149               | 23 ottobre 2008   | Mt. Lemmon Survey |
| 381576 - | 2008 UK154               | 23 ottobre 2008   | Mt. Lemmon Survey |
| 381577 - | 2008 UH183               | 24 ottobre 2008   | Mt. Lemmon Survey |
| 381578 - | 2008 UQ189               | 25 ottobre 2008   | Mt. Lemmon Survey |
| 381579 - | 2008 UG199               | 28 ottobre 2008   | LINEAR            |
| 381580 - | 2008 UU206               | 12 dicembre 2004  | Spacewatch        |
| 381581 - | 2008 UD212               | 23 ottobre 2008   | LUSS              |
| 381582 - | 2008 UO231               | 26 ottobre 2008   | Mt. Lemmon Survey |
| 381583 - | 2008 UW239               | 26 ottobre 2008   | Spacewatch        |
| 381584 - | 2008 UU254               | 27 ottobre 2008   | Spacewatch        |
| 381585 - | 2008 UV255               | 27 ottobre 2008   | Spacewatch        |
| 381586 - | 2008 UZ300               | 29 ottobre 2008   | Spacewatch        |
| 381587 - | 2008 UP321               | 31 ottobre 2008   | Mt. Lemmon Survey |
| 381588 - | 2008 UY326               | 31 ottobre 2008   | Mt. Lemmon Survey |
| 381589 - | 2008 UC333               | 20 ottobre 2008   | Mt. Lemmon Survey |
| 381590 - | 2008 UO335               | 20 ottobre 2008   | Spacewatch        |
| 381591 - | 2008 UW343               | 25 ottobre 2008   | Spacewatch        |
| 381592 - | 2008 UP347               | 22 ottobre 2008   | Spacewatch        |
| 381593 - | 2008 UN355               | 24 ottobre 2008   | CSS               |
| 381594 - | 2008 UO356               | 23 ottobre 2008   | Spacewatch        |
| 381595 - | 2008 US370               | 30 ottobre 2008   | Mt. Lemmon Survey |
| 381596 - | 2008 VE5                 | 6 novembre 2008   | Teamo, N.         |
| 381597 - | 2008 VH9                 | 2 novembre 2008   | Mt. Lemmon Survey |
| 381598 - | 2008 VZ29                | 2 novembre 2008   | Spacewatch        |
| 381599 - | 2008 VN51                | 4 novembre 2008   | Spacewatch        |
| 381600 - | 2008 VT65                | 1º novembre 2008  | Mt. Lemmon Survey |

## 381601-381700
| Nome     | Designazione provvisoria | Data di scoperta  | Scopritore           |
| -------- | ------------------------ | ----------------- | -------------------- |
| 381601 - | 2008 VA66                | 1º novembre 2008  | Mt. Lemmon Survey    |
| 381602 - | 2008 VH66                | 1º novembre 2008  | Spacewatch           |
| 381603 - | 2008 VT68                | 6 novembre 2008   | Spacewatch           |
| 381604 - | 2008 VF77                | 26 novembre 2003  | Spacewatch           |
| 381605 - | 2008 WT5                 | 17 novembre 2008  | Spacewatch           |
| 381606 - | 2008 WF12                | 18 novembre 2008  | CSS                  |
| 381607 - | 2008 WX18                | 22 settembre 2008 | Mt. Lemmon Survey    |
| 381608 - | 2008 WL48                | 17 novembre 2008  | Spacewatch           |
| 381609 - | 2008 WP69                | 18 novembre 2008  | Spacewatch           |
| 381610 - | 2008 WF71                | 19 novembre 2008  | Spacewatch           |
| 381611 - | 2008 WM74                | 7 settembre 2008  | CSS                  |
| 381612 - | 2008 WF77                | 20 novembre 2008  | Spacewatch           |
| 381613 - | 2008 WJ80                | 20 novembre 2008  | Spacewatch           |
| 381614 - | 2008 WY80                | 20 novembre 2008  | Spacewatch           |
| 381615 - | 2008 WZ82                | 20 novembre 2008  | Spacewatch           |
| 381616 - | 2008 WH86                | 21 novembre 2008  | Spacewatch           |
| 381617 - | 2008 WM103               | 30 novembre 2008  | Spacewatch           |
| 381618 - | 2008 WJ120               | 30 novembre 2008  | Spacewatch           |
| 381619 - | 2008 WE130               | 21 novembre 2008  | Spacewatch           |
| 381620 - | 2008 WB136               | 19 novembre 2008  | Spacewatch           |
| 381621 - | 2008 WJ140               | 17 novembre 2008  | CSS                  |
| 381622 - | 2008 XJ2                 | 2 dicembre 2008   | BATTeRS              |
| 381623 - | 2008 XN24                | 7 settembre 2008  | Mt. Lemmon Survey    |
| 381624 - | 2008 XV49                | 7 dicembre 2008   | Mt. Lemmon Survey    |
| 381625 - | 2008 XR50                | 7 dicembre 2008   | Mt. Lemmon Survey    |
| 381626 - | 2008 YB                  | 17 dicembre 2008  | BATTeRS              |
| 381627 - | 2008 YG6                 | 22 dicembre 2008  | Kugel, F.            |
| 381628 - | 2008 YS16                | 21 dicembre 2008  | Mt. Lemmon Survey    |
| 381629 - | 2008 YS21                | 21 dicembre 2008  | Mt. Lemmon Survey    |
| 381630 - | 2008 YJ24                | 23 dicembre 2008  | BATTeRS              |
| 381631 - | 2008 YR25                | 21 dicembre 2008  | LINEAR               |
| 381632 - | 2008 YQ29                | 21 dicembre 2008  | CSS                  |
| 381633 - | 2008 YA39                | 29 dicembre 2008  | Spacewatch           |
| 381634 - | 2008 YL45                | 29 dicembre 2008  | Mt. Lemmon Survey    |
| 381635 - | 2008 YM47                | 29 dicembre 2008  | Spacewatch           |
| 381636 - | 2008 YQ63                | 30 dicembre 2008  | Mt. Lemmon Survey    |
| 381637 - | 2008 YC76                | 30 dicembre 2008  | Mt. Lemmon Survey    |
| 381638 - | 2008 YP85                | 29 dicembre 2008  | Spacewatch           |
| 381639 - | 2008 YS96                | 29 dicembre 2008  | Mt. Lemmon Survey    |
| 381640 - | 2008 YK104               | 29 dicembre 2008  | Spacewatch           |
| 381641 - | 2008 YJ113               | 29 dicembre 2008  | Spacewatch           |
| 381642 - | 2008 YQ123               | 30 dicembre 2008  | Spacewatch           |
| 381643 - | 2008 YR134               | 30 dicembre 2008  | Spacewatch           |
| 381644 - | 2008 YD139               | 30 dicembre 2008  | Spacewatch           |
| 381645 - | 2008 YA140               | 30 dicembre 2008  | Spacewatch           |
| 381646 - | 2008 YR143               | 30 dicembre 2008  | Spacewatch           |
| 381647 - | 2008 YX152               | 30 dicembre 2008  | Mt. Lemmon Survey    |
| 381648 - | 2008 YL162               | 22 dicembre 2008  | Spacewatch           |
| 381649 - | 2008 YR168               | 21 dicembre 2008  | Spacewatch           |
| 381650 - | 2008 YH169               | 29 dicembre 2008  | Mt. Lemmon Survey    |
| 381651 - | 2008 YP170               | 30 dicembre 2008  | Mt. Lemmon Survey    |
| 381652 - | 2009 AA17                | 2 gennaio 2009    | Spacewatch           |
| 381653 - | 2009 AL19                | 2 gennaio 2009    | Mt. Lemmon Survey    |
| 381654 - | 2009 AE35                | 15 gennaio 2009   | Spacewatch           |
| 381655 - | 2009 AF36                | 15 gennaio 2009   | Spacewatch           |
| 381656 - | 2009 AG49                | 1º gennaio 2009   | Spacewatch           |
| 381657 - | 2009 AA50                | 3 gennaio 2009    | Mt. Lemmon Survey    |
| 381658 - | 2009 AF50                | 1º gennaio 2009   | Spacewatch           |
| 381659 - | 2009 BS2                 | 19 gennaio 2009   | Lowe, A.             |
| 381660 - | 2009 BV5                 | 16 gennaio 2009   | LUSS                 |
| 381661 - | 2009 BG6                 | 17 gennaio 2009   | LINEAR               |
| 381662 - | 2009 BJ9                 | 18 gennaio 2009   | LINEAR               |
| 381663 - | 2009 BC12                | 21 gennaio 2009   | LINEAR               |
| 381664 - | 2009 BR17                | 16 gennaio 2009   | Mt. Lemmon Survey    |
| 381665 - | 2009 BV19                | 19 settembre 2007 | Spacewatch           |
| 381666 - | 2009 BR21                | 17 gennaio 2009   | Spacewatch           |
| 381667 - | 2009 BT28                | 16 gennaio 2009   | Spacewatch           |
| 381668 - | 2009 BC33                | 16 gennaio 2009   | Spacewatch           |
| 381669 - | 2009 BE45                | 16 gennaio 2009   | Spacewatch           |
| 381670 - | 2009 BE48                | 8 ottobre 2007    | Mt. Lemmon Survey    |
| 381671 - | 2009 BJ48                | 16 gennaio 2009   | Mt. Lemmon Survey    |
| 381672 - | 2009 BA55                | 16 gennaio 2009   | Mt. Lemmon Survey    |
| 381673 - | 2009 BB70                | 25 gennaio 2009   | CSS                  |
| 381674 - | 2009 BE79                | 24 novembre 2008  | Mt. Lemmon Survey    |
| 381675 - | 2009 BX79                | 30 gennaio 2009   | Siding Spring Survey |
| 381676 - | 2009 BE80                | 16 gennaio 2009   | Spacewatch           |
| 381677 - | 2009 BJ81                | 30 ottobre 2008   | Spacewatch           |
| 381678 - | 2009 BD91                | 25 gennaio 2009   | Spacewatch           |
| 381679 - | 2009 BH92                | 25 gennaio 2009   | Spacewatch           |
| 381680 - | 2009 BR95                | 26 gennaio 2009   | Mt. Lemmon Survey    |
| 381681 - | 2009 BF112               | 30 gennaio 2009   | Mt. Lemmon Survey    |
| 381682 - | 2009 BL142               | 30 gennaio 2009   | Spacewatch           |
| 381683 - | 2009 BT159               | 29 gennaio 2009   | Mt. Lemmon Survey    |
| 381684 - | 2009 BV181               | 29 gennaio 2009   | CSS                  |
| 381685 - | 2009 BS183               | 9 ottobre 2007    | CSS                  |
| 381686 - | 2009 BF187               | 26 gennaio 2009   | LINEAR               |
| 381687 - | 2009 CY                  | 2 febbraio 2009   | Tozzi, F.            |
| 381688 - | 2009 CG1                 | 2 febbraio 2009   | BATTeRS              |
| 381689 - | 2009 CK14                | 3 febbraio 2009   | Mt. Lemmon Survey    |
| 381690 - | 2009 CN32                | 1º febbraio 2009  | Spacewatch           |
| 381691 - | 2009 CF34                | 2 febbraio 2009   | Mt. Lemmon Survey    |
| 381692 - | 2009 CP39                | 18 gennaio 2009   | Spacewatch           |
| 381693 - | 2009 CH50                | 14 febbraio 2009  | OAM                  |
| 381694 - | 2009 CS50                | 14 febbraio 2009  | OAM                  |
| 381695 - | 2009 CQ55                | 14 febbraio 2009  | CSS                  |
| 381696 - | 2009 CO60                | 2 ottobre 2008    | Mt. Lemmon Survey    |
| 381697 - | 2009 DT6                 | 17 febbraio 2009  | Spacewatch           |
| 381698 - | 2009 DD74                | 26 febbraio 2009  | CSS                  |
| 381699 - | 2009 DY127               | 20 febbraio 2009  | Siding Spring Survey |
| 381700 - | 2009 EW12                | 3 marzo 2009      | CSS                  |

## 381701-381800
| Nome             | Designazione provvisoria | Data di scoperta  | Scopritore               |
| ---------------- | ------------------------ | ----------------- | ------------------------ |
| 381701 -         | 2009 EU13                | 15 marzo 2009     | CSS                      |
| 381702 -         | 2009 FP75                | 18 marzo 2009     | LINEAR                   |
| 381703 -         | 2009 HD84                | 27 aprile 2009    | Spacewatch               |
| 381704 -         | 2009 HT95                | 19 novembre 2007  | Mt. Lemmon Survey        |
| 381705 -         | 2009 LH6                 | 15 giugno 2009    | Mt. Lemmon Survey        |
| 381706 -         | 2009 NB2                 | 13 luglio 2009    | Spacewatch               |
| 381707 -         | 2009 PL4                 | 14 agosto 2009    | OAM                      |
| 381708 -         | 2009 PM11                | 15 agosto 2009    | Spacewatch               |
| 381709 -         | 2009 PC15                | 15 agosto 2009    | CSS                      |
| 381710 -         | 2009 PL17                | 15 agosto 2009    | OAM                      |
| 381711 -         | 2009 PA18                | 15 agosto 2009    | Spacewatch               |
| 381712 -         | 2009 QE4                 | 17 agosto 2009    | CSS                      |
| 381713 -         | 2009 QQ6                 | 18 agosto 2009    | Apitzsch, R.             |
| 381714 -         | 2009 QU8                 | 17 agosto 2009    | OAM                      |
| 381715 -         | 2009 QB27                | 17 agosto 2009    | Spacewatch               |
| 381716 -         | 2009 QA38                | 31 agosto 2009    | Bickel, W.               |
| 381717 -         | 2009 QP41                | 16 agosto 2009    | Spacewatch               |
| 381718 -         | 2009 QG46                | 15 agosto 2009    | Spacewatch               |
| 381719 -         | 2009 QQ46                | 27 agosto 2009    | CSS                      |
| 381720 -         | 2009 QX52                | 27 agosto 2009    | Spacewatch               |
| 381721 -         | 2009 QU60                | 19 settembre 2006 | LONEOS                   |
| 381722 -         | 2009 RG                  | 9 settembre 2009  | BATTeRS                  |
| 381723 -         | 2009 RL3                 | 11 settembre 2009 | OAM                      |
| 381724 -         | 2009 RQ3                 | 13 settembre 2009 | LINEAR                   |
| 381725 Bobrinsky | 2009 RP5                 | 13 settembre 2009 | ESA OGS                  |
| 381726 -         | 2009 RW12                | 12 settembre 2009 | Spacewatch               |
| 381727 -         | 2009 RX16                | 12 settembre 2009 | Spacewatch               |
| 381728 -         | 2009 RF17                | 12 settembre 2009 | Spacewatch               |
| 381729 -         | 2009 RW18                | 13 settembre 2009 | PMO NEO Survey Program   |
| 381730 -         | 2009 RD19                | 13 settembre 2009 | PMO NEO Survey Program   |
| 381731 -         | 2009 RT21                | 15 settembre 2009 | Spacewatch               |
| 381732 -         | 2009 RJ26                | 13 settembre 2009 | LINEAR                   |
| 381733 -         | 2009 RU45                | 15 settembre 2009 | Spacewatch               |
| 381734 -         | 2009 RH46                | 15 settembre 2009 | Spacewatch               |
| 381735 -         | 2009 RQ53                | 15 settembre 2009 | Spacewatch               |
| 381736 -         | 2009 RS53                | 15 settembre 2009 | Spacewatch               |
| 381737 -         | 2009 RU61                | 14 settembre 2009 | OAM                      |
| 381738 -         | 2009 RP70                | 12 settembre 2009 | Spacewatch               |
| 381739 -         | 2009 SG1                 | 17 settembre 2009 | Mt. Lemmon Survey        |
| 381740 -         | 2009 SJ24                | 16 settembre 2009 | Spacewatch               |
| 381741 -         | 2009 SN34                | 16 settembre 2009 | Spacewatch               |
| 381742 -         | 2009 SF51                | 17 settembre 2009 | Spacewatch               |
| 381743 -         | 2009 SE61                | 17 settembre 2009 | Spacewatch               |
| 381744 -         | 2009 SD67                | 17 settembre 2009 | Spacewatch               |
| 381745 -         | 2009 SB69                | 17 settembre 2009 | Spacewatch               |
| 381746 -         | 2009 SW69                | 17 novembre 2006  | Spacewatch               |
| 381747 -         | 2009 SX99                | 21 settembre 2009 | OAM                      |
| 381748 -         | 2009 SU101               | 24 settembre 2009 | OAM                      |
| 381749 -         | 2009 SP114               | 18 settembre 2009 | Spacewatch               |
| 381750 -         | 2009 SL125               | 18 settembre 2009 | Spacewatch               |
| 381751 -         | 2009 SQ127               | 18 settembre 2009 | Spacewatch               |
| 381752 -         | 2009 SG129               | 18 settembre 2009 | Spacewatch               |
| 381753 -         | 2009 ST142               | 19 settembre 2009 | Spacewatch               |
| 381754 -         | 2009 SP146               | 19 settembre 2009 | Spacewatch               |
| 381755 -         | 2009 SW146               | 19 settembre 2009 | Spacewatch               |
| 381756 -         | 2009 SO150               | 20 settembre 2009 | Spacewatch               |
| 381757 -         | 2009 SZ160               | 12 novembre 2005  | Spacewatch               |
| 381758 -         | 2009 SC185               | 21 settembre 2009 | Spacewatch               |
| 381759 -         | 2009 SL200               | 22 settembre 2009 | Spacewatch               |
| 381760 -         | 2009 SC215               | 23 settembre 2009 | Spacewatch               |
| 381761 -         | 2009 SP230               | 15 agosto 2009    | Spacewatch               |
| 381762 -         | 2009 SM238               | 16 settembre 2009 | CSS                      |
| 381763 -         | 2009 SC263               | 23 settembre 2009 | Mt. Lemmon Survey        |
| 381764 -         | 2009 SV266               | 23 settembre 2009 | Mt. Lemmon Survey        |
| 381765 -         | 2009 SP275               | 25 settembre 2009 | Spacewatch               |
| 381766 -         | 2009 SY275               | 25 settembre 2009 | Spacewatch               |
| 381767 -         | 2009 SS288               | 25 settembre 2009 | CSS                      |
| 381768 -         | 2009 SH291               | 25 settembre 2009 | Spacewatch               |
| 381769 -         | 2009 SD317               | 19 settembre 2009 | Mt. Lemmon Survey        |
| 381770 -         | 2009 SU324               | 25 settembre 2009 | Spacewatch               |
| 381771 -         | 2009 SS325               | 27 settembre 2009 | Spacewatch               |
| 381772 -         | 2009 SK326               | 29 settembre 2009 | Crni Vrh                 |
| 381773 -         | 2009 SD331               | 19 settembre 2009 | CSS                      |
| 381774 -         | 2009 SM331               | 19 ottobre 1995   | Spacewatch               |
| 381775 -         | 2009 SA337               | 24 settembre 2009 | CSS                      |
| 381776 -         | 2009 SB340               | 28 settembre 2009 | Spacewatch               |
| 381777 -         | 2009 SF345               | 18 settembre 2009 | Spacewatch               |
| 381778 -         | 2009 SC346               | 22 settembre 2009 | Spacewatch               |
| 381779 -         | 2009 SM347               | 28 settembre 2009 | Mt. Lemmon Survey        |
| 381780 -         | 2009 TG1                 | 10 ottobre 2009   | BATTeRS                  |
| 381781 -         | 2009 TW1                 | 4 giugno 2005     | Spacewatch               |
| 381782 -         | 2009 TX1                 | 9 ottobre 2009    | CSS                      |
| 381783 -         | 2009 TS2                 | 18 agosto 2009    | CSS                      |
| 381784 -         | 2009 TZ4                 | 10 ottobre 2009   | OAM                      |
| 381785 -         | 2009 TF13                | 15 settembre 2009 | Spacewatch               |
| 381786 -         | 2009 TP20                | 14 novembre 1998  | Spacewatch               |
| 381787 -         | 2009 TU25                | 14 ottobre 2009   | Mt. Lemmon Survey        |
| 381788 -         | 2009 TG34                | 11 ottobre 2009   | OAM                      |
| 381789 -         | 2009 TQ36                | 15 ottobre 2009   | OAM                      |
| 381790 -         | 2009 TY36                | 10 ottobre 2009   | Dillon, W. G., Wells, D. |
| 381791 -         | 2009 TE39                | 15 ottobre 2009   | CSS                      |
| 381792 -         | 2009 UC6                 | 17 giugno 2009    | Spacewatch               |
| 381793 -         | 2009 UA20                | 20 ottobre 2009   | LINEAR                   |
| 381794 -         | 2009 UO20                | 22 ottobre 2009   | CSS                      |
| 381795 -         | 2009 UH21                | 23 ottobre 2009   | Kocher, P.               |
| 381796 -         | 2009 UF34                | 18 ottobre 2009   | Mt. Lemmon Survey        |
| 381797 -         | 2009 UK38                | 22 ottobre 2009   | Mt. Lemmon Survey        |
| 381798 -         | 2009 UJ41                | 18 ottobre 2009   | Mt. Lemmon Survey        |
| 381799 -         | 2009 UQ46                | 18 ottobre 2009   | Mt. Lemmon Survey        |
| 381800 -         | 2009 UM61                | 17 settembre 2009 | Spacewatch               |

## 381801-381900
| Nome     | Designazione provvisoria | Data di scoperta  | Scopritore           |
| -------- | ------------------------ | ----------------- | -------------------- |
| 381801 - | 2009 UN68                | 19 febbraio 2001  | LINEAR               |
| 381802 - | 2009 US97                | 23 ottobre 2009   | Mt. Lemmon Survey    |
| 381803 - | 2009 UM108               | 23 ottobre 2009   | Spacewatch           |
| 381804 - | 2009 UG115               | 21 ottobre 2009   | Mt. Lemmon Survey    |
| 381805 - | 2009 UH115               | 14 aprile 2008    | Spacewatch           |
| 381806 - | 2009 UP115               | 16 settembre 2009 | Spacewatch           |
| 381807 - | 2009 UD118               | 21 febbraio 2007  | Spacewatch           |
| 381808 - | 2009 UT118               | 23 ottobre 2009   | Mt. Lemmon Survey    |
| 381809 - | 2009 UC135               | 24 ottobre 2009   | Mt. Lemmon Survey    |
| 381810 - | 2009 UH147               | 24 ottobre 2009   | Spacewatch           |
| 381811 - | 2009 UE155               | 13 aprile 2004    | Spacewatch           |
| 381812 - | 2009 VQ2                 | 31 marzo 2008     | CSS                  |
| 381813 - | 2009 VC23                | 9 novembre 2009   | Mt. Lemmon Survey    |
| 381814 - | 2009 VJ25                | 10 novembre 2009  | Kugel, F.            |
| 381815 - | 2009 VT45                | 23 ottobre 2009   | Spacewatch           |
| 381816 - | 2009 VG46                | 9 novembre 2009   | Spacewatch           |
| 381817 - | 2009 VE55                | 11 novembre 2009  | Spacewatch           |
| 381818 - | 2009 VV55                | 22 ottobre 2009   | Mt. Lemmon Survey    |
| 381819 - | 2009 VM60                | 11 novembre 2009  | CSS                  |
| 381820 - | 2009 VT67                | 9 novembre 2009   | Spacewatch           |
| 381821 - | 2009 VE71                | 9 novembre 2009   | Mt. Lemmon Survey    |
| 381822 - | 2009 VC76                | 13 novembre 2009  | OAM                  |
| 381823 - | 2009 VZ80                | 23 luglio 2009    | Siding Spring Survey |
| 381824 - | 2009 VS83                | 9 novembre 2009   | Spacewatch           |
| 381825 - | 2009 VF85                | 10 novembre 2009  | Spacewatch           |
| 381826 - | 2009 VX86                | 10 novembre 2009  | Spacewatch           |
| 381827 - | 2009 VD103               | 11 novembre 2009  | Mt. Lemmon Survey    |
| 381828 - | 2009 VP103               | 11 novembre 2009  | Mt. Lemmon Survey    |
| 381829 - | 2009 VQ103               | 11 novembre 2009  | Mt. Lemmon Survey    |
| 381830 - | 2009 VM116               | 11 novembre 2009  | Mt. Lemmon Survey    |
| 381831 - | 2009 VU116               | 9 novembre 2009   | Mt. Lemmon Survey    |
| 381832 - | 2009 WX20                | 17 novembre 2009  | Spacewatch           |
| 381833 - | 2009 WL27                | 16 novembre 2009  | Spacewatch           |
| 381834 - | 2009 WO27                | 16 novembre 2009  | Spacewatch           |
| 381835 - | 2009 WO31                | 10 novembre 2009  | Spacewatch           |
| 381836 - | 2009 WZ43                | 17 novembre 2009  | Mt. Lemmon Survey    |
| 381837 - | 2009 WQ77                | 18 novembre 2009  | Spacewatch           |
| 381838 - | 2009 WG79                | 18 novembre 2009  | Mt. Lemmon Survey    |
| 381839 - | 2009 WT80                | 18 novembre 2009  | Spacewatch           |
| 381840 - | 2009 WE88                | 7 maggio 2007     | CSS                  |
| 381841 - | 2009 WN94                | 20 novembre 2009  | Mt. Lemmon Survey    |
| 381842 - | 2009 WA100               | 6 gennaio 2006    | Mt. Lemmon Survey    |
| 381843 - | 2009 WQ122               | 20 novembre 2009  | Spacewatch           |
| 381844 - | 2009 WV163               | 2 dicembre 2005   | Spacewatch           |
| 381845 - | 2009 WP169               | 22 novembre 2009  | CSS                  |
| 381846 - | 2009 WK184               | 25 novembre 2005  | Spacewatch           |
| 381847 - | 2009 WU229               | 17 novembre 2009  | Mt. Lemmon Survey    |
| 381848 - | 2009 WX236               | 16 novembre 2009  | Spacewatch           |
| 381849 - | 2009 WD237               | 16 novembre 2009  | Mt. Lemmon Survey    |
| 381850 - | 2009 WJ240               | 17 novembre 2009  | Mt. Lemmon Survey    |
| 381851 - | 2009 WL247               | 27 ottobre 2009   | CSS                  |
| 381852 - | 2009 WG249               | 20 novembre 2009  | Mt. Lemmon Survey    |
| 381853 - | 2009 WK259               | 19 novembre 2009  | Mt. Lemmon Survey    |
| 381854 - | 2009 WJ261               | 16 novembre 2009  | LINEAR               |
| 381855 - | 2009 WD264               | 16 novembre 2009  | Mt. Lemmon Survey    |
| 381856 - | 2009 XP16                | 15 dicembre 2009  | Mt. Lemmon Survey    |
| 381857 - | 2009 XL17                | 15 dicembre 2009  | Mt. Lemmon Survey    |
| 381858 - | 2009 XS19                | 15 dicembre 2009  | Mt. Lemmon Survey    |
| 381859 - | 2009 XC23                | 15 dicembre 2009  | Mt. Lemmon Survey    |
| 381860 - | 2009 XS24                | 15 dicembre 2009  | CSS                  |
| 381861 - | 2009 XZ24                | 15 dicembre 2009  | Mt. Lemmon Survey    |
| 381862 - | 2009 YW7                 | 16 dicembre 2009  | Spacewatch           |
| 381863 - | 2009 YQ21                | 27 dicembre 2009  | Spacewatch           |
| 381864 - | 2009 YP22                | 18 dicembre 2009  | Spacewatch           |
| 381865 - | 2009 YW23                | 19 dicembre 2009  | Mt. Lemmon Survey    |
| 381866 - | 2010 AF6                 | 6 gennaio 2010    | Spacewatch           |
| 381867 - | 2010 AP8                 | 10 settembre 2004 | LINEAR               |
| 381868 - | 2010 AV8                 | 6 gennaio 2010    | Spacewatch           |
| 381869 - | 2010 AC9                 | 23 settembre 2008 | Spacewatch           |
| 381870 - | 2010 AC10                | 6 gennaio 2010    | CSS                  |
| 381871 - | 2010 AJ20                | 25 gennaio 2006   | Spacewatch           |
| 381872 - | 2010 AJ21                | 6 gennaio 2010    | Spacewatch           |
| 381873 - | 2010 AP36                | 7 gennaio 2010    | Spacewatch           |
| 381874 - | 2010 AS38                | 8 gennaio 2010    | Spacewatch           |
| 381875 - | 2010 AK40                | 12 gennaio 2010   | Lowe, A.             |
| 381876 - | 2010 AQ54                | 8 gennaio 2010    | Spacewatch           |
| 381877 - | 2010 AB56                | 8 gennaio 2010    | Spacewatch           |
| 381878 - | 2010 AD56                | 8 gennaio 2010    | Spacewatch           |
| 381879 - | 2010 AJ59                | 6 gennaio 2010    | CSS                  |
| 381880 - | 2010 AJ66                | 11 gennaio 2010   | Spacewatch           |
| 381881 - | 2010 AQ67                | 24 aprile 2007    | Spacewatch           |
| 381882 - | 2010 AR69                | 12 gennaio 2010   | CSS                  |
| 381883 - | 2010 AL72                | 13 gennaio 2010   | Mt. Lemmon Survey    |
| 381884 - | 2010 AJ75                | 8 gennaio 2010    | CSS                  |
| 381885 - | 2010 AZ75                | 10 gennaio 2010   | LINEAR               |
| 381886 - | 2010 AL80                | 9 gennaio 2006    | Spacewatch           |
| 381887 - | 2010 AU80                | 7 gennaio 2010    | Spacewatch           |
| 381888 - | 2010 AT105               | 12 gennaio 2010   | WISE                 |
| 381889 - | 2010 AS107               | 12 gennaio 2010   | WISE                 |
| 381890 - | 2010 AT107               | 12 gennaio 2010   | WISE                 |
| 381891 - | 2010 AZ125               | 30 gennaio 2004   | Spacewatch           |
| 381892 - | 2010 BR                  | 16 gennaio 2010   | LINEAR               |
| 381893 - | 2010 BA1                 | 4 febbraio 2006   | CSS                  |
| 381894 - | 2010 BV2                 | 6 gennaio 2010    | Spacewatch           |
| 381895 - | 2010 BF4                 | 23 gennaio 2010   | BATTeRS              |
| 381896 - | 2010 BT11                | 16 gennaio 2010   | WISE                 |
| 381897 - | 2010 BW40                | 19 gennaio 2010   | WISE                 |
| 381898 - | 2010 BM46                | 19 gennaio 2010   | WISE                 |
| 381899 - | 2010 BB69                | 7 novembre 2007   | Spacewatch           |
| 381900 - | 2010 BU76                | 24 gennaio 2010   | WISE                 |

## 381901-382000
| Nome           | Designazione provvisoria | Data di scoperta  | Scopritore           |
| -------------- | ------------------------ | ----------------- | -------------------- |
| 381901 -       | 2010 CG2                 | 30 luglio 2008    | Mt. Lemmon Survey    |
| 381902 -       | 2010 CV4                 | 7 febbraio 2010   | OAM                  |
| 381903 -       | 2010 CC12                | 6 febbraio 2010   | Mayhill              |
| 381904 Beatita | 2010 CP12                | 12 febbraio 2010  | Kurti, S.            |
| 381905 -       | 2010 CW17                | 11 febbraio 2010  | WISE                 |
| 381906 -       | 2010 CL19                | 13 febbraio 2010  | Mt. Lemmon Survey    |
| 381907 -       | 2010 CB20                | 8 febbraio 2010   | Spacewatch           |
| 381908 -       | 2010 CU24                | 9 febbraio 2010   | Mt. Lemmon Survey    |
| 381909 -       | 2010 CG29                | 9 febbraio 2010   | Spacewatch           |
| 381910 -       | 2010 CJ32                | 9 febbraio 2010   | Spacewatch           |
| 381911 -       | 2010 CM32                | 9 febbraio 2010   | Spacewatch           |
| 381912 -       | 2010 CG40                | 13 febbraio 2010  | Spacewatch           |
| 381913 -       | 2010 CC41                | 13 febbraio 2010  | Spacewatch           |
| 381914 -       | 2010 CP41                | 5 febbraio 2010   | CSS                  |
| 381915 -       | 2010 CL43                | 5 febbraio 2010   | CSS                  |
| 381916 -       | 2010 CD44                | 13 febbraio 2010  | Calvin College       |
| 381917 -       | 2010 CE58                | 26 ottobre 2009   | Spacewatch           |
| 381918 -       | 2010 CP61                | 9 febbraio 2010   | Spacewatch           |
| 381919 -       | 2010 CB70                | 13 febbraio 2010  | Mt. Lemmon Survey    |
| 381920 -       | 2010 CK76                | 13 febbraio 2010  | Mt. Lemmon Survey    |
| 381921 -       | 2010 CT79                | 13 febbraio 2010  | Mt. Lemmon Survey    |
| 381922 -       | 2010 CE85                | 14 febbraio 2010  | Spacewatch           |
| 381923 -       | 2010 CE86                | 5 gennaio 2010    | Spacewatch           |
| 381924 -       | 2010 CD107               | 14 febbraio 2010  | Mt. Lemmon Survey    |
| 381925 -       | 2010 CT120               | 9 dicembre 2004   | LINEAR               |
| 381926 -       | 2010 CY134               | 10 febbraio 2010  | WISE                 |
| 381927 -       | 2010 CY137               | 9 febbraio 2010   | Mt. Lemmon Survey    |
| 381928 -       | 2010 CW143               | 9 febbraio 2010   | Spacewatch           |
| 381929 -       | 2010 CF144               | 22 novembre 2009  | Mt. Lemmon Survey    |
| 381930 -       | 2010 CQ146               | 13 febbraio 2010  | CSS                  |
| 381931 -       | 2010 CB147               | 13 febbraio 2010  | Mt. Lemmon Survey    |
| 381932 -       | 2010 CV148               | 24 agosto 2008    | Spacewatch           |
| 381933 -       | 2010 CM150               | 14 febbraio 2010  | Spacewatch           |
| 381934 -       | 2010 CA156               | 21 maggio 2006    | Mt. Lemmon Survey    |
| 381935 -       | 2010 CD157               | 11 aprile 2005    | Mt. Lemmon Survey    |
| 381936 -       | 2010 CM165               | 10 febbraio 2010  | Spacewatch           |
| 381937 -       | 2010 CD173               | 6 febbraio 2010   | Spacewatch           |
| 381938 -       | 2010 CY181               | 14 febbraio 2010  | Pan-STARRS1          |
| 381939 -       | 2010 CD182               | 14 febbraio 2010  | Pan-STARRS1          |
| 381940 -       | 2010 CN184               | 13 febbraio 2010  | LINEAR               |
| 381941 -       | 2010 CM203               | 18 gennaio 2009   | Spacewatch           |
| 381942 -       | 2010 CH245               | 3 febbraio 2010   | WISE                 |
| 381943 -       | 2010 CD250               | 1º dicembre 2005  | Spacewatch           |
| 381944 -       | 2010 DN6                 | 6 aprile 2005     | Mt. Lemmon Survey    |
| 381945 -       | 2010 DZ11                | 16 febbraio 2010  | Mt. Lemmon Survey    |
| 381946 -       | 2010 DP20                | 19 febbraio 2010  | Siding Spring Survey |
| 381947 -       | 2010 DK23                | 18 febbraio 2010  | WISE                 |
| 381948 -       | 2010 DB27                | 18 febbraio 2010  | WISE                 |
| 381949 -       | 2010 DS44                | 17 febbraio 2010  | Spacewatch           |
| 381950 -       | 2010 DF56                | 23 febbraio 2010  | WISE                 |
| 381951 -       | 2010 DK78                | 16 febbraio 2010  | CSS                  |
| 381952 -       | 2010 EQ21                | 5 novembre 1996   | Spacewatch           |
| 381953 -       | 2010 EB40                | 13 febbraio 2010  | CSS                  |
| 381954 -       | 2010 EK40                | 12 marzo 2010     | CSS                  |
| 381955 -       | 2010 EO45                | 19 dicembre 2009  | Spacewatch           |
| 381956 -       | 2010 EE66                | 12 settembre 2007 | Mt. Lemmon Survey    |
| 381957 -       | 2010 EH69                | 12 marzo 2010     | Spacewatch           |
| 381958 -       | 2010 EV70                | 12 marzo 2010     | Spacewatch           |
| 381959 -       | 2010 EM72                | 13 marzo 2010     | Mt. Lemmon Survey    |
| 381960 -       | 2010 EV87                | 26 settembre 2000 | LINEAR               |
| 381961 -       | 2010 EJ94                | 14 marzo 2010     | Mt. Lemmon Survey    |
| 381962 -       | 2010 EA95                | 14 marzo 2010     | Mt. Lemmon Survey    |
| 381963 -       | 2010 EG101               | 15 marzo 2010     | Spacewatch           |
| 381964 -       | 2010 EM105               | 13 giugno 2005    | Healy, D.            |
| 381965 -       | 2010 ER106               | 4 marzo 2010      | Spacewatch           |
| 381966 -       | 2010 EL110               | 10 settembre 2007 | Spacewatch           |
| 381967 -       | 2010 EL112               | 12 marzo 2010     | Mt. Lemmon Survey    |
| 381968 -       | 2010 EY113               | 13 marzo 2010     | CSS                  |
| 381969 -       | 2010 EY141               | 2 aprile 2005     | Mt. Lemmon Survey    |
| 381970 -       | 2010 EL142               | 15 marzo 2010     | Spacewatch           |
| 381971 -       | 2010 EV168               | 7 marzo 2010      | WISE                 |
| 381972 -       | 2010 EX171               | 14 aprile 2005    | Spacewatch           |
| 381973 -       | 2010 EB172               | 30 ottobre 2008   | CSS                  |
| 381974 -       | 2010 FS18                | 18 marzo 2010     | Mt. Lemmon Survey    |
| 381975 -       | 2010 FT84                | 26 marzo 2010     | Spacewatch           |
| 381976 -       | 2010 FA86                | 25 marzo 2010     | Mt. Lemmon Survey    |
| 381977 -       | 2010 FR89                | 3 ottobre 2008    | Spacewatch           |
| 381978 -       | 2010 FE98                | 7 aprile 2005     | Spacewatch           |
| 381979 -       | 2010 GY48                | 8 aprile 2010     | WISE                 |
| 381980 -       | 2010 GA75                | 8 aprile 2010     | Siding Spring Survey |
| 381981 -       | 2010 GF103               | 6 aprile 2010     | Mt. Lemmon Survey    |
| 381982 -       | 2010 GC136               | 4 aprile 2010     | Spacewatch           |
| 381983 -       | 2010 GP159               | 10 aprile 2010    | CSS                  |
| 381984 -       | 2010 GQ172               | 16 gennaio 2005   | Spacewatch           |
| 381985 -       | 2010 GF173               | 24 novembre 2003  | Spacewatch           |
| 381986 -       | 2010 HZ19                | 30 gennaio 2010   | WISE                 |
| 381987 -       | 2010 HZ21                | 29 maggio 2008    | Spacewatch           |
| 381988 -       | 2010 HL78                | 20 aprile 2010    | Spacewatch           |
| 381989 -       | 2010 HR80                | 28 aprile 2010    | WISE                 |
| 381990 -       | 2010 HS102               | 30 aprile 2010    | WISE                 |
| 381991 -       | 2010 JZ154               | 8 maggio 2010     | Mt. Lemmon Survey    |
| 381992 -       | 2010 JU177               | 30 gennaio 2004   | LINEAR               |
| 381993 -       | 2010 KQ34                | 19 maggio 2010    | WISE                 |
| 381994 -       | 2010 KD98                | 31 dicembre 2008  | Mt. Lemmon Survey    |
| 381995 -       | 2010 LO34                | 15 novembre 2007  | Mt. Lemmon Survey    |
| 381996 -       | 2010 LB35                | 2 ottobre 2003    | Spacewatch           |
| 381997 -       | 2010 LS103               | 7 febbraio 1999   | Spacewatch           |
| 381998 -       | 2010 LF108               | 13 giugno 2010    | Spacewatch           |
| 381999 -       | 2010 LO118               | 14 giugno 2010    | WISE                 |
| 382000 -       | 2010 MV110               | 15 gennaio 2009   | LINEAR               |